# Aloe pluridens
Aloe pluridens es una especie de planta suculenta de la familia de los aloes.

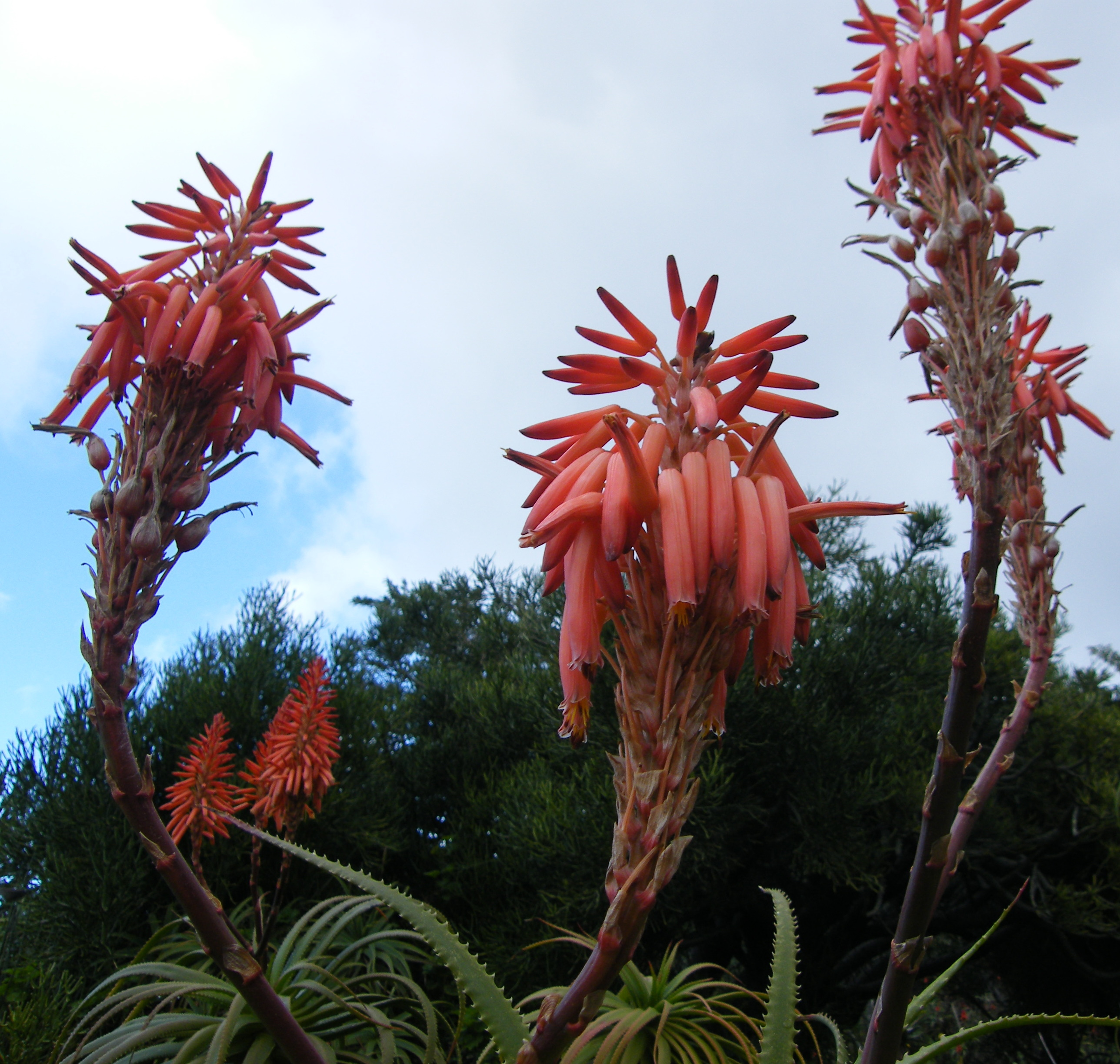
Inflorescencias

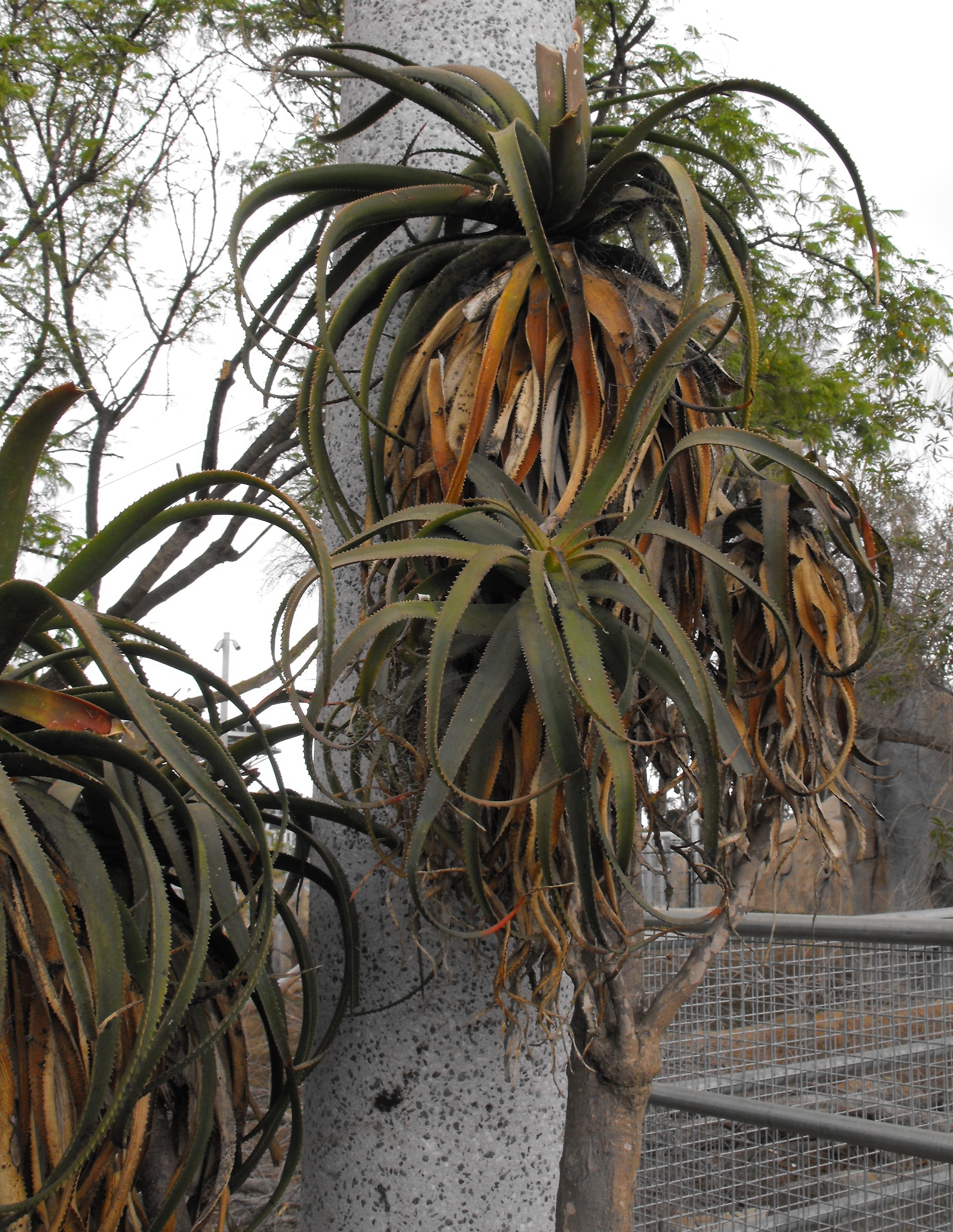
Vista de la planta

## Descripción
Es una planta suculenta arborescente, que alcanza un tamaño de 2-3 (-5) m de alto; los tallos con pocas ramas, raramente simple. Tiene 30-40 hojas por roseta, extendidas a recurvadas, de 450-700 x 35-60 mm, de color verde pálido a verde amarillento. Las inflorescencias en forma de racimos densos, cónicos, con un máximo de 4 ramas, de 0,8-1,0 m de altura. Las flores de color rosa salmón de 35-45 mm de largo, pedicelos de 17-35 mm de largo.

## Distribución y hábitat
Aloe pluridens se encuentra en KwaZulu-Natal y en la Provincia del Cabo Oriental. Cerca de la costa sur del Cabo se encuentra generalmente en suelos arenosos relativamente profundos en el valle de la sabana. En esta zona la lluvia puede caer en cualquier momento, con un máximo en verano, aunque la precipitación media anual es relativamente baja.
Esta especie es más alta y más escasamente ramificada que Aloe arborescens. Las hojas son de color verde amarillento, más estrechas y los racimos son más laxos, más estrechos y más agudos que los de A. arborescens. Los dientes de la hoja son de color blanco, no glaucos, y la savia de la hoja tiene un olor fuerte característico. El otro Aloe de un solo tallo en el rango de A. pluridens es Aloe ferox, que es una planta más robusta, mucho más amplia, las hojas más firmes y densos racimos de flores subsésiles subcilíndricas.

## Taxonomía
Aloe pluridens fue descrita por Adrian Hardy Haworth y publicado en Phil. Mag. (Oct 1824) 299.
Etimología
Ver: Aloe
pluridens: epíteto latino que significa "con muchos dientes".
Sinonimia
- Aloe atherstonei Baker
- Aloe pluridens var. beckeri Schönland[6][2]